# Прескотт (Мічиган)
Прескотт (англ. Prescott) — селище (англ. village) в США, в окрузі Огемо штату Мічиган. Населення — 217 осіб (2020).

## Географія
Прескотт розташований за координатами 44°11′30″ пн. ш. 83°55′56″ зх. д. / 44.19167° пн. ш. 83.93222° зх. д. (44.191629, -83.932240).  За даними Бюро перепису населення США в 2010 році селище мало площу 2,87 км², уся площа — суходіл.

## Демографія
Згідно з переписом 2010 року, у селищі мешкало 266 осіб у 101 домогосподарстві у складі 70 родин. Густота населення становила 93 особи/км².  Було 131 помешкання (46/км²).
Расовий склад населення:
| - 96,6 % — білих |

До двох чи більше рас належало 3,0 %. Частка іспаномовних становила 3,8 % від усіх жителів.
За віковим діапазоном населення розподілялося таким чином: 23,7 % — особи молодші 18 років, 57,5 % — особи у віці 18—64 років, 18,8 % — особи у віці 65 років та старші. Медіана віку мешканця становила 43,0 року. На 100 осіб жіночої статі у селищі припадало 86,0 чоловіків;  на 100 жінок у віці від 18 років та старших — 84,5 чоловіків також старших 18 років.
Середній дохід на одне домашнє господарство  становив 47 280 доларів США (медіана — 34 583), а середній дохід на одну сім'ю — 51 063 долари (медіана — 34 375). За межею бідності перебувало 21,9 % осіб, у тому числі 38,5 % дітей у віці до 18 років та 20,0 % осіб у віці 65 років та старших.
Цивільне працевлаштоване населення становило 149 осіб. Основні галузі зайнятості: освіта, охорона здоров'я та соціальна допомога — 26,8 %, будівництво — 18,1 %, виробництво — 16,8 %.